# Nogueira Júnior
José Nogueira Sousa (Pedreiras, 24 de outubro de 1967 — 10 de outubro de 2020), mais conhecido como Nogueira Júnior, foi um apresentador, radialista e pioneiro das comunicações no Estado de Tocantins. Também é conhecido pelo jargão: "A taboca vai rachar!"

## Carreira
Foi apresentador de várias emissoras de rádio e TV no Estado de Tocantins.
Começou a carreira de comunicador em Araguaína como apresentador do Programa Nogueira Jr. - O Repórter 190.
Nos 1990, José Nogueira Sousa, ganhou projeção em Tocantins com a cobertura de uma das maiores apreensões de drogas no Estado, em uma fazenda no município de Guaraí.
Nos últimos anos de vida, apresentava o programa NJR News e mantinha um website de notícias.

## Morte
Faleceu em 10 de outubro de 2020. A suspeita da causa da morte é de infarte. Várias autoridades lançaram notas de Pesar, entre eles, o então governador de Tocantins, Mauro Carlesse. O velório foi realizado na  Assembleia Legislativa do Tocantins.
Em 13 de outubro de 2020, foi apresentada a moção de pesar  na Assembleia Legislativa do Tocantins.